# Hipposideros maggietaylorae
Hipposideros maggietaylorae — є одним з видів кажанів родини Hipposideridae.

## Поширення
Країни поширення: Індонезія, Папуа Нова Гвінея. Проживає на острові Нова Гвінея і архіпелазі Бісмарка. Висота проживання варіюється від рівня моря до 380 м над рівнем моря. Полює на комах навколо густої рослинності в первинних і вторинних вологих тропічних лісах, склерофільних лісах, і сільських садах. Лаштує сідала групами до 50 тварин у печерах, шахтах, тунелях, а іноді і в дуплах дерев.

## Загрози та охорона
Здається, немає серйозних загроз для цього виду.